# Niedergebra
Niedergebra település Németországban, azon belül Türingiában. Lakosainak száma 609 fő (2023. december 31.).

## Népesség
A település népességének változása:
| Lakosok száma | 656  | 643  | 631  | 619  | 609  |
|               | 2017 | 2019 | 2021 | 2022 | 2023 |